# A. Gouka
A. Gouka was een Nederlands ingenieur en publicist.
Gouka werkte als ingenieur voor de Tweede Wereldoorlog in de Oost, en werkte vervolgens van 1934 tot 1937 voor een mijnbouwmaatschappij in Suriname. Hij haalde zijn herinneringen aan deze tijd op in het boekje In het Surinaamse oerwoud: het leven in de goudvelden (1948), dat werd uitgegeven onder auspiciën van de Koninklijke Vereeniging Oost en West.